# Mike Evans (cestista)
Michael Leeroyall Evans, detto Mike (Goldsboro, 9 aprile 1955), è un ex cestista e allenatore di pallacanestro statunitense, professionista nella NBA e in Italia.

## Carriera
È stato selezionato dai Denver Nuggets al primo giro del Draft NBA 1978 (21ª scelta assoluta).

## Palmarès
- NCAA AP All-America Third Team (1978)